# Alexandr Revva
Alexandr Vladimírovič Revva (rusky Алекса́ндр Влади́мирович Ре́вва) (* 10. září 1974 Doněck v Ukrajinské SSR) je ruský zpěvák, bavič, herec a moderátor převážně vystupující pod uměleckou přezdívkou Artur Pirožkov.

## Životopis
Podle jeho vyjádření v pořadu Poka vsje doma «Пока все дома» je jeho příjmení Revva nesprávné. Jeho předci, kteří žili v Estonsku, nosili příjmení Errva a po přestěhování na Ukrajinu bylo příjmení pozměněno na Revva. V dětství kamarádi oslovovali Alexandra Rjova-korova «Рёва-корова» (česky: řev krávy). Narodil se v roce 1974 v Doněcku, má sestru – dvojče – Natašu. Děti vychovávala matka spolu s dědečkem a babičkou, jelikož otec rodinu opustil. Matka Lubov Nikolajevna řídila hornický pěvecký sbor. Jeho dědeček byl profesorem na Doněcké konzervatoři a velmi dobře hrál na akordeon. Umělecké sklony se projevily i u Alexandra Revva již od mládí, kdy začal navštěvovat ochotnický kroužek a kde parodoval známé osobnosti. Sám se naučil hrát na kytaru, vymýšlel a předváděl triky, pantomimu, scénky a velmi dobře maloval. Se svoji sestrou se 7 let věnoval společenským tancům .
Alexandr Revva vystudoval střední školu průmyslové automatizace v oboru elektrotechnik. Po ukončení studia nastoupil na Doněckou státní univerzitu na fakultu managementu.
Po dokončení studia bylo jeho první zaměstnání jako zámečník na šachtě v Doněcké oblasti. Práce byla velmi těžká a nebezpečná, a proto zkusil pracovat v reklamním oboru, ale zde nebyl úspěšný. Od roku 1995 účastník soutěže KVN (televizní humoristická soutěž – Klub vtipných a pohotových) za tým Želtyje pidžaki «Желтые пиджаки» z jeho rodné univerzity. Mezitím Alexander Revva dělal moderátora v rozhlasu, psal vtipy pro jiné kolegy. Při psaní vtipů byl velmi úspěšný, a proto dostal v roce 2000 nabídku stát se členem KVN týmu Unaveni sluncem (Utomljonnye solncem) «Утомлённые солнцем».
Díky svým uměleckým schopnostem, zevnějškem a chováním při vystupování si získal srdce publika, a proto byl v roce 2006 pozván do projektu Comedy club .
V roce 2007 hostil hudební a zábavní program S dnjom roždenija! «С днём рождения!» na stanici NTV. Spolu s Andrejem Rožkovem začal v pořadu NTV s názvem Ty smešnoj «Ты смешной!» vystupovat pod pseudonymem Artur Pirožkov.
25. prosince 2010 Alexandr Revva spolu se zkušeným provozovatelem restaurací Dmitrivem Orlinskogem otevřeli restauraci s názvem Spaghetteria
Od 3. března do 26. května v pořadu s názvem Odin v odin! «Один в один!» televize Prvij kanal byl jedním ze členů odborné poroty. Později od 3. listopadu 2013 do 26. ledna 2014, také na Prvom Kanale, moderoval pořad Povtori «Повтори!»
Od roku 2014 je producentem animovaného seriálu Kolobanga «Колобанга», který vzniká ve městě Orsk. Premiéra se konala 19. října na televizním kanálu STS «CTC».
V prosinci 2017 moderoval díl Zvjozdnogo «звёздного» populární zábavního pořadu Orjol i reška «Орёл и решка».
Od května 2018 působí v reklamních rolích pro společnost Beeline.
V únoru 2021 se stal pátým členem hudebního zábavného pořadu Maska «Маска» na televizi NTV «HТВ».

## Vítězné písně v hitparádě Зoлoтoй грамoфoн (Zlatý gramofon)
- 2017 — #kakčelentano «#какчелентано» odkaz YouTube
- 2018 — Čika «Чика» odkaz YouTube
- 2019 — Zacepila«Зацепила» odkaz YouTube
- 2020 — Ona rešila sdaťsja«Она решила сдаться» odkaz YouTube
- 2020 — #PeretancujMeňja«#ПеретанцуйМеня» odkaz YouTube

## Diskografie
| název                       | Překlad     | Odkaz | Informace |
| --------------------------- | ----------- | ----- | --- |
| Ljubov (Любовь)             | Láska       |       | - Datum vydání: 14. dubna 2015 - Vydavatelství: Национальное Музыкальное Издательство - formát: Digitální distribuce |
| Vsjo o ljubvi «Всё о любви» | Vše o lásce | Odkaz | - Datum vydání: 14. února 2020 - vydavatelství: Warner Music Russia - Formát:Digitální distribuce                    |

## Samostatné a volné písně
- 2009 — Peredajs«Пэрэдайс»
- 2010 — Revoljucija «Революция» (при уч. Quest Pistols)
- 2011 — Plač detka«Плачь, детка»
- 2012 — Ja ne umeju tancevať«Я не умею танцевать»
- 2012 — Lyčšij sport «Лучший спорт»
- 2012 — Krasivaja pesnja «Красивая песня»
- 2013 — Ja-Zvezda «Я-Звезда»
- 2014 — «Luna» (при уч. Вера Брежнева)
- 2014 — Ne plač devčonka «Не плачь, девчонка»
- 2015 — Na leu leto «На лету лето»
- 2016 — Ja budu pomniť «Я буду помнить»
- 2016 — #kakčelentano«#КакЧелентано»
- 2017 — Libo Jjubov «Либо Любовь»
- 2018 — Ja ne Andrej«Я не Андрей»
- 2018 — Čika «Чика»
- 2018 — Zaptalsja «Запутался»
- 2019 — Moja Borinja«Моя Богиня» (при уч. Doni)
- 2019 — Zacepila «Зацепила»
- 2019 — Alkogolička «Алкоголичка»
- 2019 — Ona pešila sdaťsja«Она решила сдаться»
- 2020 — Letim so mnoj «Летим со мной»
- 2020 — Peretancuj menja «Перетанцуй меня»
- 2020 — « Перетанцуй меня Remix (společně с DJ Nejtrino)»
- 2020 — #tyDYM-sjuDYM «#туДЫМ-сюДЫМ»
- 2021 — «#туДЫМ-сюДым Remix (společně с DJ Nejtrino)»
- 2021 — « Dancing All Through the Night»
- 2021 — Deňgi ( Деньги)
- 2021 — Děngi Remix (Деньги Remix) (společně s DJ Leo Burn)
- 2021 — Letom na fijestě (Летом на фиесте)
- 2021 — Zadychajus (Задыхаюсь) (převzatá píseň od Dima Bilana)
- 2021 — Chočeš (Хочешь) (společně Klavou Koka)
- 2023 — Pozitiv (Позитив)
- 2023 — Ochota (Охота)

## Filmografie
- 2008 — Jeralaš «Ералаш» (229 část) — učitel robotů
- 2011 — Jeralaš«Ералаш» (248 выпуск) — psycholog
- 2011 — Ljudi Chz «Люди Хэ »— Властелин Кольцов
- 2012 — Rževskij protiv Napoleona «Ржевский против Наполеона» —koňák
- 2013 — Dubljor «Дублёр» — Igor Yspenskij/Michal Stasov/Sevastjan Vasilkov
- 2013 — Odnoklassiki.ru:NaSLISKaj ydaču «Одноклассники.ru: НаCLICKай удачу» — bezdomovec
- 2013 — Volšebnyj kybok Porrima Bo 3D «Волшебный кубок Роррима Бо 3D» —sadař
- 2013 — Zajcev+1«Зайцев+1» — Sergej Mavrodi
- 2014 — Ljogok na pomine«Лёгок на помине» — Převozník Ljonja
- 2014 — Smešannyje čuvstva «Смешанные чувства» — Fil
- 2015 — Stavka na ljubov«Ставка на любовь» — hráč pokeru
- 2015 — «3+3»
- 2015 — 30 svidanij «30 свиданий» — Amor
- 2016 — Superplochije «Суперплохие» — strýc Víťa
- 2017 — Jana+Janko «Яна+Янко» — Jevgenij
- 2017 — Babuška ljogkoge poveděnija «Бабушка лёгкого поведения» — Sanja «Transformer» / Aleksandra Pavlovna Fišman
- 2017 — Jeralaš «Ералаш» (324 выпуск) — portrét
- 2018 — Uljotnyj ekipaž «Улётный экипаж» —Artur
- 2018 — Zombojašik «Zомбоящик» — клоун Клёпа / зовущий Бога / учёный-еретик / джинн
- 2019 — Babuška ljogkoge poveděnija 2. Prestarelyje Mstiteli «Бабушка лёгкого поведения 2. Престарелые Мстители» — Sanja «Transformer» / Aleksandra Pavlovna Fišman
- 2021 — Čumovoj Novyj god! «Чумовой Новый год!»
- 2021 — Prababuška ljogkogo poveděnija. Načalo« Прабабушка лёгкого поведения. Начало» —Vova Rybinštejn/Luiza Karpovna

### Videoklipy
| Rok  | Název                                               | překlad           | odkaz |
| ---- | --------------------------------------------------- | ----------------- | ----- |
| 2009 | Peredajs (Пэрэдайс)                                 | Ráj               | odkaz |
| 2010 | Revoljucija (Революция) (při účasti. Quest Pistols) | Revoluce          | odkaz |
| 2011 | Plač, dětka (Плачь, детка)                          | Pláč, děcka       | odkaz |
| 2012 | Krasnaja Pěsnja (Красивая песня)                    | Krásná písen      | odkaz |
| 2013 | Ja-Zvezda! (Я-Звезда!)                              | Já hvězda         | odkaz |
| 2014 | Luna (při účasti Věry Brežněvové)                   | Měsíc             | odkaz |
| 2014 | Ně plač, děvočonka Не плачь, девчонка               | Neplač děvče      | odkaz |
| 2015 | Ljubov (Любовь)                                     | Láska             | odkaz |
| 2015 | Na letu leto (На лету лето)                         | Léto v běhu       | odkaz |
| 2016 | Ja budu pomniť (Я буду помнить)                     | Budu si pamatovat | odkaz |
| 2016 | KakČelentano (#КакЧелентано)                        |                   | odkaz |
| 2017 | (Либо любовь)                                       | Nebo láska        | odkaz |
| 2018 | Čika (Чика)                                         |                   | odkaz |
| 2018 | Zaputalsja (Запутался)                              | Zacuchal          | odkaz |
| 2019 | Moja boginja (Моя богиня) (při učásti. Doni)        | Moja bohyně       | odkaz |
| 2019 | Zacepila (Зацепила)                                 | Zachytila         | odkaz |
| 2019 | Alkogolička (Алкоголичка)                           | Alkoholička       | odkaz |
| 2019 | Ona rešila sdaťsja (Она решила сдаться)             | Rozhodla se zdát  | odkaz |
| 2020 | Letim so mnoj (Летим со мной)                       | Letíme spolu      | odkaz |
| 2020 | Peretancuj menja (Перетанцуй меня)                  | Tancuj se mnou    | odkaz |
| 2020 | «#туДЫМ-сюДЫМ»                                      |                   | odkaz |
| 2021 | Děngi (Деньги)                                      | Peníze            | odkaz |
| 2021 | Letom na Fijestě (Летом на фиесте)                  | Večírek v létě    | odkaz |